# 左文襄公祠
左文襄公祠，又称相国祠、左公祠。清光緒十一年（1885年）左宗棠去世后，清政府为表彰其功勋，赠太傅，谥文襄，入祀京師昭忠祠、賢良祠，并在出生地及立功地建专祠，包括湖南、福建、浙江、陕西、甘肃、新疆、江寧。

## 湘阴
湖南湘阴是左宗棠的出生地，湘阴的左公祠位于文星镇八甲古街。光绪十三年（1887年），湖南巡抚吴大澂奉旨建此祠。祠内有左公遗像、功业介绍、生前好友和部属诗文挽联与诗赞。2013年列入第七批全国重点文物保护单位名单。

## 长沙

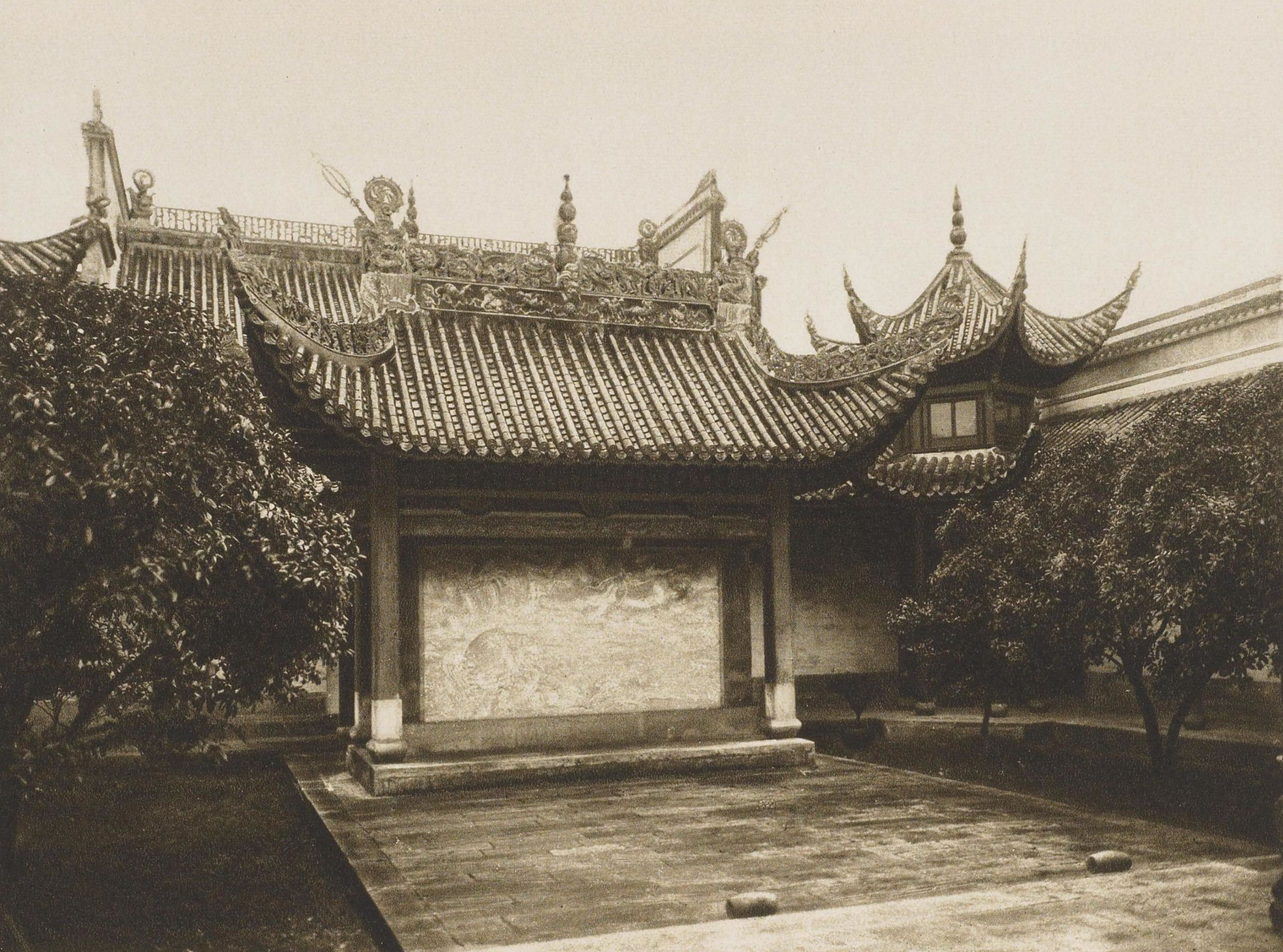
1908年长沙左文襄祠

长沙的左公祠位于北正街西侧，占地约60亩。 1938年毁于文夕大火，1950年代，祠堂旧址改建为工人文化宫。

## 兰州
兰州的左公祠位于兰州内城南大城门里面，兰州府文庙旁边。到1936年辟为校园，建立志果中学（今兰州二中）。

## 南京
南京的左公祠位于珠江路，正屋在抗战时期被日军炸毁，现为玄武区政府办公大楼。

## 新疆
乌鲁木齐，哈密，塔城等多地建有左公祠。